# Väne-Ryrs landskommun
Väne-Ryrs landskommun var en kommun i dåvarande Älvsborgs län.

## Administrativ historik
Vid kommunreformen 1862 övergick socknens ansvar för de kyrkliga frågorna till församlingarna och för de borgerliga frågorna till kommunerna. I Ryrs socken i Väne härad i Västergötland bildade då denna kommun med namnet Ryrs landskommun. Namnet ändades sedan den 1 januari 1886 (enligt beslut den 17 april 1885) till Väne-Ryrs landskommun.
Vid kommunreformen 1952 uppgick landskommunen i Vänersborgs stad som 1971 ombildades till Vänersborgs kommun.